# ジャムグン・コントゥル・ロドゥ・タイェ
ジャムグン・コントゥル・ロドゥ・タイェ (Jamgön Kongtrul Lodrö Tayé ,チベット文字：འཇམ་མགོན་ཀོང་སྤྲུལ་བློ་གྲོས་མཐའ་ཡས་; ワイリー方式：‘jam mgon kong sprul blo gros mtha’ yas)(1813―1899)は、チベット仏教の全宗派によって、「リメ（超宗派）運動」の偉大な指導者の一人として認められており、多くの相承系譜の学問と経験を統合したことで、広く知られている。この統合は、主著『ズゥチェン・ンガ（五大宝蔵）』に書き記された。
彼は、グル・リンポチェ（パドマサンバヴァ）の25大弟子の一人であった偉大な訳経法師ヴァイローツァナの化身、あるいは文殊菩薩の化身と考えられている。

## 生涯
ジャムグン・コントゥル・ロドゥ・タイェ(1813-1899)は、第14ラプチュンの水鳥の年、東チベットのディダ・ゼルモガンにあるペマ・ラツェ山の正面に位置するロンギャプの隠れ谷に誕生した。彼の父は貴族であるキュンポ氏出身の成就した修行者テンズィン・ユンドゥグ、母は女ヨーガ行者タシ・ツォであった。
5歳から読み書きを学び、10歳のころから、宗派にこだわりなく大規模に学び始め、シェチェン僧院のギュルメ・トゥトブ・ナムギャル（ニンマ派）、タイ・シトゥ・ペマ・ニンチェ・ワンポ（カギュー派）、そしてジャムヤン・キェンツェ・ワンポ（サキャ派）を含む、様々な伝統の多くの精神的指導者から教えを受けた。
彼は、五明処・・・声明（文法学・修辞法）、因明（論理学）、工巧明（技術・工芸・暦法）、医方明（医学・薬学）、内明（仏教：中観学・般若学・戒律学・阿毘達磨学、タントラ、注釈書、カマ〔阿含〕とテルマ〔埋蔵経〕と新訳派と旧訳派のマントラ乗の秘訣）・・・をすべて学んだ上で、聞・思・修（三慧）を行じた。
加えて、彼は顕密、カマとテルマ、新訳・旧訳両派の灌頂、解説、助言、そして口伝を授けることによって、仏法を教え広めることに、全生涯を捧げた。
最期に87歳で、彼の応身は空性へと帰入した。

## 三人の阿闍梨
ジャムグン・コントゥル・ロドゥ・タイェ（カギュー派）、チョギュル・デチェン・リンパ（ニンマ派）、ジャムヤン・キェンツェ・ワンポ（サキャ派）は、リメ運動（超宗派運動）の指導者として知られる偉大な三人のラマであり、彼らは「混ぜ合わされた心」として互いに親交があった。
ジャムグン・コントゥル・ロドゥ・タイェは、チョギュル・リンパとキェンツェ・ワンポによって、訳経法師ヴァイローツァナの真正の化身、意識的な再生として認定され、即位した。
彼らはすべて、相互に師であり弟子であったので、彼ら各々の教えとテルマの相承系譜は、他の二人のラマによって護持された。
このようにして、彼らが相互に援助し合った結果、仏法と一切有情に対して彼らが共同で成した利益は、あたかも天空に昇る太陽のようであった。これら三人の偉大なラマは、その比類ない悟りと事業が、先入観や偏狭な宗派意識を離れたリメ（超宗派）のラマとして、チベット中に、そしてついには、世界中にその名が轟くようになり、またこのようにして、有情に果てしない利益と霊感を与えたのである。

## 『ズゥチェン・ンガ（五大宝蔵）』
弟子たちを指導するために、ジャムグン・コントゥル・ロドゥ・タイェは『ズゥチェン・ンガ（五大蔵）』（チベット文字：མཛོད་ཆེན་ལྔ་; ワイリー方式：mdzod chen lnga）として一般に知られる90巻からなる論文集を書き著した。
1. 『シェチャ・クンキャプ・ズゥ』（知識宝蔵）ཤེས་བྱ་ཀུན་ཁྱབ་མཛོད་, shes bya kun khyab mdzod
顕密すべての基・道・果を明快に説き明かすもの。一般的な科学から、非凡なアプローチによる仏教九乗の頂点ゾクチェン・アティ・ヨーガに到るまでの、すべての道を網羅している。
2. 『ダムガク・ズゥ』（口訣宝蔵）གདམས་ངག་མཛོད་, gdams ngag mdzod
最も深遠な完成された灌頂と八大相承系譜に属する口訣を編纂したもの。
3. 『カギュー・ガクズゥ』（カギュー密咒宝蔵）བཀའ་བརྒྱུད་སྔགས་མཛོད་, bka' brgyud sngags mdzod
マンダラ儀軌、完成された灌頂と口訣を編纂したもの。それは、ニンマ派のカマに由来するヤンダク・ヴァジュラキラヤ・ヤマンタカや、マルパとゴクパによる新訳派（カギュー派）に由来するタントラの体系を含む。
4. 『リンチェン・テルズゥ』（大宝伏蔵）རིན་ཆེན་གཏེར་མཛོད་ཆེན་མོ་, rin chen gter mdzod chen mo
ニンマ派の膨大な量の深遠なテルマ（埋蔵経）の精髄を抽出したもの。
5. 『ギャチェン・カズゥ』རྒྱ་ཆེན་བཀའ་མཛོད་, rgya chen bka' mdzod
a）（珍宝蔵）：彼自身が発見した深遠なテルマの独特で秘密の宝蔵を含む。
b）（教戒広宝蔵）：種々の関連した著作、讃嘆と助言だけでなく、薬学、科学などの著作も含む。

## 化身
ジャムグン・コントゥル・ロドゥ・タイェの遷化の後、彼の化身が5人現れた。
1. カース・コントゥル・パルデン・ケンツェ・ウーセル [1] (1904-1952)
Karsé Kongtrul Palden Khyentsé Özer
2. ズィガー・コントゥル・ロドゥ・ラブペル [2](1901?-c.1958)
Dzigar Kongtrul Lodrö Rabpel
3. シェチェン・コントゥル・ペマ・ディメ・レクペ・ロドゥ [3](1901-c.1960)
Shechen Kongtrul Pema Drimé Lekpé Lodrö
4. ゾクチェン・コントゥル・ギュルメ・クンチョク・ギャルツェン [4](1901?-?)
Dzogchen Kongtrul Gyurme Könchok Gyaltsen
5. カル・リンポチェ[5](1905-1989)
Kalu Rinpoche

## 主な師
- 14世カルマパ・テクチョク・ドルジェ (1798-1868)
- 9世タイ・シトゥ・ペマ・ニンチェ・ワンポ (1774-1853)
- チョギュル・デチェン・リンパ (1829–1870)
- ジャムヤン・キェンツェ・ワンポ (1820–1892)

## 主な弟子
- 15世カルマパ・カキャブ・ドルジェ (1871-1922)
- チョギュル・デチェン・リンパ (1829–1870)
- ジャムヤン・キェンツェ・ワンポ (1820–1892)

## 主な相承系譜
- カルマ・カギュー
- チョリン・テルサル